# 1905 en arts plastiques
| Années des arts plastiques : 1902 - 1903 - 1904 - 1905 - 1906 - 1907 - 1908    |
| Décennies des arts plastiques : 1870 - 1880 - 1890 - 1900 - 1910 - 1920 - 1930 |

Cette page concerne l'année 1905 en arts plastiques.

## Événements
- 27 avril-6 novembre : Exposition universelle de Liège. Inauguration du Palais des beaux-arts,
- 7 juin : Création du mouvement Die Brücke (Le Pont) par un groupe d'artistes expressionnistes allemands à Dresde,
- Salon d'automne : Apparition du fauvisme en peinture.

## Œuvres
- Famille d'acrobates, tableau de Pablo Picasso.
- Le Faubourg de Collioure, tableau d'André Derain.
- Vers 1905 :
  - Autoportrait à la casquette, tableau d'André Derain.

## Naissances
- 1er janvier : Jirō Yoshihara, considéré comme le fondateur du mouvement d'avant garde japonais Gutai († 19 février 1972),
- 3 janvier : Setsuko Migishi, peintre japonaise († 18 avril 1999),
- 5 janvier :
  - Roland Caillaux, peintre et dessinateur français († 3 décembre 1977),
  - Kataoka Tamako, peintre japonaise († 16 janvier 2008),
- 8 janvier : Louis Ferrand, peintre, dessinateur, illustrateur et graphiste français († 4 avril 1992),
- 10 janvier : Émile Chambon, peintre, graveur et dessinateur suisse († 28 octobre 1993),
- 19 janvier : Pierre Mouveau, peintre et illustrateur français († 26 mai 2004),
- 20 janvier : Pierre Jérôme, peintre français († 11 mars 1982),
- 23 janvier : Lucien Poignant, peintre français († 11 février 1941),
- 25 janvier : Édouard Georges Mac-Avoy, peintre et portraitiste français († 26 septembre 1991),
- 29 janvier : Barnett Newman, peintre américain († 4 juillet 1970),
- 1er février : Henri Clamens, peintre orientaliste français († 2 novembre 1937),
- 4 février : Louis Berthomme Saint-André, peintre, lithographe et illustrateur français († 1er octobre 1977),
- 11 février :
  - Zdeněk Burian, peintre et illustrateur austro-hongrois puis tchécoslovaque († 1er juillet 1981),
  - Paul Lemagny, peintre et graveur français († 18 juillet 1977),
- 12 février : Édouard Pignon, peintre français († 14 mai 1993),
- 15 février : Mayo (Antoine Malliarakis), peintre grec († 1er octobre 1990),
- 17 février : Francis Harburger, peintre français († 27 décembre 1998),
- 23 février : Pierre Brette, peintre français († 2 juin 1961),
- 25 février : Antonio Sicurezza, peintre italien († 29 août 1979),
- 7 mars : Abraham Ángel, peintre mexicain († 27 octobre 1924),
- 9 mars : Félix Labisse, peintre surréaliste français († 29 janvier 1982),
- 15 mars : Maurice Lapaire, peintre suisse († 18 novembre 1997),
- 18 mars : Fernand Herbo, peintre et lithographe français († 21 août 1995),
- 23 mars : François Méheut, peintre et sculpteur français († 12 juin 1981),
- 26 mars :
  - Maurice Montet, peintre français († 6 juillet 1997),
  - Eileen Soper, graveuse et illustratrice britannique († 18 mars 1990),
- 3 avril : Georges Goldkorn, peintre franco-polonais († 23 juillet 1977),
- 5 avril : Léon Schwarz-Abrys, peintre autodidacte et écrivain français († 6 août 1990),
- 16 avril : Willy Mucha, peintre français d'origine polonaise († 2 mars 1995),
- 30 avril : Camille Leroy, peintre français  († 2 août 1995),
- 1er mai : Édouard Mahé, peintre et graveur français († 2 novembre 1992),
- 12 mai : Jean Aujame, peintre français († 5 juillet 1965),
- 15 mai : Albert Dubout, dessinateur humoristique, affichiste, cinéaste et peintre français († 27 juin 1976),
- 25 mai : Martin Vivès, peintre et résistant français († 25 décembre 1991),
- 3 juin : Louis Chervin, peintre français († 17 janvier 1965),
- 15 juin : Maurice-Marie-Léonce Savin, peintre, philosophe et écrivain français († 22 septembre 1978),
- 5 juillet : Karskaya, peintre et collagiste française d’origine russe († 23 mars 1990),
- 6 juillet : Juan O'Gorman, peintre, mosaïste et architecte mexicain († 17 janvier 1982),
- 11 juillet : Hans Eppens, peintre suisse († 14 avril 1988),
- 22 juillet : Wolfgang Paalen, peintre, sculpteur et philosophe autrichien et mexicain († 24 septembre 1959),
- 1er août : Paolo De Poli, artiste, designer et peintre italien († 21 septembre 1996),
- 3 août : Henry Leray, peintre français († 12 mars 1987),
- 9 août : Pierre Klossowski, écrivain et dessinateur français († 12 août 2001),
- 12 août : Stevan Bodnarov, sculpteur et peintre serbe puis yougoslave († 20 mai 1993),
- 15 août : Lucien Mathelin, peintre français († 8 décembre 1981),
- 18 août : Eugène Baboulène, peintre figuratif français († 15 juillet 1994),
- 19 août : Josette Bournet, peintre française († 12 février 1962),
- 20 août : David Brainin, peintre et danseur français († 1942),
- 27 août : Russell Clark, peintre, sculpteur, et professeur d'université néo-zélandais († 29 juillet 1966),
- 1er septembre : Louis-Joseph Soulas, peintre et graveur français († 26 mars 1954),
- 5 septembre :
  - Geza Szobel, peintre et graveur hongrois puis tchécoslovaque, naturalisé français († 12 juin 1963),
  - Albert-Edgar Yersin, graveur, peintre, dessinateur et illustrateur suisse († 3 septembre 1984),
- 1er octobre : Paul Seston, peintre français († 23 juin 1985),
- 5 octobre : Pierre Péron, illustrateur, graphiste, caricaturiste, peintre, graveur, décorateur, sculpteur, cinéaste et écrivain français († 27 mars 1988),
- 16 octobre : Raymonde Heudebert, peintre française († 27 octobre 1991),
- 28 octobre : Coghuf, peintre et sculpteur suisse († 13 février 1976),
- 1er novembre : Paul-Émile Borduas, peintre québécois († 22 février 1960),
- 10 novembre : Enzo Benedetto, peintre et écrivain italien († 27 mai 1993),
- 26 novembre : Helba Huara, danseuse et peintre péruvienne († 7 janvier 1986),
- 7 décembre : Jacques Démoulin, danseur et peintre français († 29 novembre 1991),
- 10 décembre : Renato Birolli, peintre et militant antifasciste italien († 3 mai 1959),
- 12 décembre : Pierre Tal Coat, peintre, graveur et illustrateur français de l'École de Paris († 11 juin 1985),
- 26 décembre : Gabriel Couderc, peintre français († 1994),
- 28 décembre : Georges Dezeuze, peintre français († 26 novembre 2004),
- ? :
  - Hale Asaf, peintre turque  († 31 mai 1938),
  - Benn, peintre français d'origine russe († 1989),
  - Robert Bucaille, peintre français († 1992),
  - Louis Dussour, peintre français († 1986),
  - João Faria Viana, graveur et peintre brésilien († 1975),
  - Maurice Garrigues, peintre et poète français († 1993),
  - Charlotte Henschel, peintre française d'origine allemande († 1985),
  - José López-Rey, historien de l'art espagnol († 1991).
  - Jacob Macznik, peintre polonais († 1945).

## Décès
- 6 janvier : Charles-Henri Michel, peintre, dessinateur et pastelliste français (° 14 janvier 1817),
- 8 janvier : Ferdinand Levillain, sculpteur, orfèvre et médailleur français  (° 29 juillet 1837),
- 24 janvier : Eugène Le Roux, peintre de genre et de paysage français (° 28 septembre 1833),
- 31 janvier : François Willème, peintre, photographe et sculpteur français (° 27 mai 1830),
- 1er février : Oswald Achenbach, peintre allemand (° 2 février 1827),
- 4 février : Louis-Ernest Barrias, sculpteur français (° 13 avril 1841),
- 9 février : Adolph von Menzel, peintre allemand (° 8 décembre 1815),
- 13 février : Constantine Savitski, peintre et professeur des beaux-arts russe (° 6 juin 1844),
- 23 février : Viktor Weisshaupt, peintre allemand (° 6 mars 1848),
- 4 mars : Eugène Plasky, peintre belge (° 22 juillet 1851),
- 8 mars : Gabriel-Jules Thomas, sculpteur français (° 10 septembre 1824),
- 9 mars : Flavien-Louis Peslin, peintre français (° 1er janvier 1847),
- 4 avril : Constantin Meunier, peintre et sculpteur belge (° 12 avril 1831),
- 9 mai : Charles Devillié, peintre français (° 10 mars 1850),
- 13 mai : Armand-Auguste Balouzet, peintre paysagiste français (° 18 février 1858),
- 23 mai : Paul Dubois, sculpteur et peintre français (° 18 juillet 1829),
- 30 mai : Charles Crauk, peintre français (° 27 janvier 1819),
- 6 juin : Léon-Jules Lemaître, peintre français de l'École de Rouen (° 14 octobre 1850),
- 27 juillet : Louis Antoine Capdevielle, peintre français (° 9 mai 1849),
- 1er août : Jean-Baptiste Dorval, peintre français (° 15 avril 1839),
- 5 août : Georges Montbard, caricaturiste, dessinateur, peintre et aquafortiste français (° 2 août 1841),
- 17 août : César Mascarelli, peintre paysagiste français (° 1845),
- 19 août : William-Adolphe Bouguereau, peintre français (° 30 novembre 1825),
- 21 août : Edmund Evans, graveur et imprimeur britannique (° 23 février 1826),
- 14 septembre : Odoardo Borrani, peintre italien (° 22 août 1833),
- 16 septembre : Jules Hédou, peintre de nature morte, collectionneur d'art et historien de l’art français († 20 septembre 1833),
- 28 septembre : Lazzaro De Maestri, peintre italien (° 15 mars 1840),
- 10 octobre : Pierre Miciol, peintre et graveur français (° 19 décembre 1833),
- 26 octobre : Charles Poingdestre, peintre paysagiste jersiais (° 1825),
- 1er novembre : Isidore Verheyden, peintre belge (° 24 janvier 1846),
- 15 novembre : Antonio Moscheni, frère jésuite, missionnaire et peintre religieux italien (° 17 janvier 1854),
- 15 décembre : Pierre Méjanel, peintre et illustrateur français (° 11 mars 1837),
- 22 décembre : Lev Lagorio, peintre de marines russe (° 29 novembre 1827),
- ? :
  - Constant Claes, peintre belge (° 4 avril 1826),
  - Domenico Marchiori, peintre italien (° 1828),
  - Alfredo Tartarini, peintre italien (° 1845).